# Новониколаевка (Близнюковский район)
Новоникола́евка (укр. Новомиколаївка) — село,
Новоукраинский сельский совет,
Близнюковский район,
Харьковская область, Украина.
Код КОАТУУ — 6320684703. Население по переписи 2001 г. составляет 89 (38/51 м/ж) человек.

## Географическое положение
Село Новониколаевка находится в 3 км от села Новоукраинка.
По селу протекает пересыхающий ручей на котором сделана запруда.

## История
- 1890 — дата основания.

## Экология
В 1,5 км от села проходит аммиакопровод.